# 4009-es busz
A 4009-es jelzésű autóbuszvonal Tiszaújváros és Mezőkövesd környékének egyik helyközi járata, amelyet a Volánbusz Zrt. üzemeltet az egyik városból a másikba munkanapokon egyszer, Mezőcsáton és Mezőkeresztesen keresztül.

## Útvonala
Tiszaújváros autóbusz-állomásról indul. Sajószöged felé hagyja el a várost a 35-ös főúton, legközelebb a muhi elágazásban válik el a szakasztól, a Debreczeni-tó mellett éri el Hejőkeresztúr községet. Innen Hejőszalonta irányába suhan el még Hejőpapi határába, következő város Mezőcsát. A településen az autóbusz-váróterem érintése után a 3307-es mellékúttól is búcsút mond, Gelej felé halad az Észak-Alföldtől nemmessze található térségen. Azután Mezőnagymihály, Mezőkeresztes és Mezőnyárád következik, utóbbi kettőnek közös vasútállomására is betér a busz. Ezentúl a 3-as főúton folytatja útját Mezőkövesdig, ahol a már a vasútállomás mellett található autóbusz állomására érkezik.

## Közlekedése
| Indulási helyszín              | Érkezési helyszín            | Indításszáma | Közlekedése  |
| ------------------------------ | ---------------------------- | ------------ | ------------ |
| Tiszaújváros, autóbusz-állomás | Mezőkövesd, autóbusz-állomás | 1 oda        | munkanapokon |

## Megállóhelyei
| 0  | Tiszaújváros, autóbusz-állomás végállomás | 0.0 km  | 1, 1A, 2, 3 1055, 1374, 1426, 1427, 1428 3731, 3733, 3737, 3739, 3744, 3745, 3752, 3960, 3963, 3965, 3966, 3967, 3968, 3969, 3970, 3971, 3974, 3975, 4008, 4240, 4241, 4484                     |
| 1  | Sajószöged, szabadidő park                | 3.4 km  | 1370 3734, 3737, 3739, 3744, 3745, 3966, 3967, 3970, 3971 |
| 2  | Sajószöged, községháza                    | 4.0 km  | 1369, 1370, 1372, 1426, 1427, 1428 3734, 3737, 3739, 3744, 3745, 3752, 3966, 3967, 3968, 3969, 3970, 3971                                                                                       |
| 3  | Sajószöged, hejőbábai elágazás            | 4.8 km  | 1370 3734, 3737, 3739, 3744, 3745, 3752, 3971 |
| 4  | Nagycsécs, posta                          | 7.6 km  | 1369, 1370, 1372, 1426, 1427, 1428 3734, 3737, 3739, 3744, 3745, 3752, 3971 |
| 5  | Nagycsécs, újtelep                        | 8.3 km  | 3734, 3737, 3739, 3744, 3745, 3752, 3971 |
| 6  | Hejőkeresztúr, autóbusz-forduló           | 14.4 km | 3741, 3742, 3743, 3967 |
| 7  | Hejőkeresztúr, iskola                     | 14.9 km | 3741, 3742, 3743, 3967 |
| 8  | Hejőkeresztúr, bejárati út                | 15.7 km | 3741, 3742, 3743, 3967 Hejőkeresztúr [89. (vonatpótló)] |
| 9  | Hejőszalonta, bejárati út                 | 17.9 km | 3741, 3742, 3743, 3967, 3969 |
| 10 | Szakáldi elágazás                         | 18.5 km | 3741, 3743, 3967 |
| 11 | Hejőpapi elágazás                         | 23.4 km | 3741, 3743, 3967, 3968, 3969 |
| 12 | Igrici elágazás                           | 26.7 km | 3741, 3743, 3967, 3968, 3969 |
| 13 | Mezőcsát, fürdő                           | 29.0 km | 3741, 3743 |
| 14 | Mezőcsát, Munkás utca                     | 30.5 km | 3741, 3743 |
| 15 | Mezőcsát, autóbusz-váróterem              | 31.9 km | 3741, 3743, 3963, 3964, 3965, 3976, 4008, 4010, 4021, 4028, 4030 |
| 16 | Mezőcsát, vásártér                        | 33.5 km | 4008, 4021, 4028, 4030 |
| 17 | Gelej, Petőfi út 56.                      | 42.0 km | 4008, 4021, 4028, 4030 |
| 18 | Gelej, községháza                         | 42.8 km | 3747, 4008, 4021, 4028, 4030 |
| 19 | Gelej, temető                             | 43.4 km | 3747, 4008, 4021, 4028, 4030 |
| 20 | Mezőnagymihály, temető                    | 46.7 km | 3747, 4008, 4021, 4028, 4030 |
| 21 | Mezőnagymihály, bolt                      | 47.5 km | 3747, 4008, 4021, 4028, 4030 |
| 22 | Mezőnagymihály, takarékszövetkezet        | 47.9 km | 3747, 4008, 4021, 4028, 4030 |
| 23 | Mezőnagymihály, Kossuth utca 7.           | 48.5 km | 3747, 4008, 4021, 4028, 4030 |
| 24 | Mezőkeresztes, bolt                       | 51.2 km | 3747, 4008, 4021, 4028, 4030 |
| 25 | Mezőkeresztes, templom                    | 51.7 km | 3747, 4008, 4019, 4021, 4026, 4028, 4030 |
| 26 | Mezőkeresztes, autóbusz-váróterem         | 52.2 km | 3747, 4008, 4019, 4021, 4026, 4028, 4030 |
| 27 | Mezőkeresztes, malom                      | 52.9 km | 3747, 4008, 4019, 4021, 4026, 4028, 4030 |
| 28 | Mezőkeresztes, lakótelep                  | 54.0 km | 3747, 4008, 4019, 4021, 4026, 4028, 4030 |
| 29 | Mezőkeresztes-Mezőnyárád vasútállomás     | 55.2 km | 3747, 4006, 4007, 4008, 4021, 4028, 4030 Mezőkeresztes-Mezőnyárád [80.] |
| 30 | Mezőnyárád, temető                        | 56.3 km | 1050, 1377, 1381 3746, 3747, 3749, 4006, 4007, 4008, 4019, 4021, 4022, 4026, 4030 |
| 31 | Tardi elágazás                            | 59.3 km | 1377, 1381 3746, 3749, 4001, 4006, 4007, 4008, 4021, 4022, 4026, 4030 |
| 32 | Klementina bejárati út                    | 60.5 km | 1377, 1381 3746, 3749, 4001, 4006, 4007, 4008, 4021, 4022, 4026, 4030 |
| 33 | Mezőkövesd, transzformátor állomás        | 63.1 km | 1377, 1381 3746, 3749, 4001, 4006, 4007, 4008, 4021, 4022, 4026, 4030 |
| 34 | Mezőkövesd, gimnázium                     | 64.8 km | 1, 2, 2B, 3 1050, 1375, 1376, 1377, 1380, 1381 3416, 3746, 3749, 4001, 4006, 4007, 4008, 4013, 4017, 4018, 4019, 4021, 4022, 4023, 4026, 4030                                                   |
| 35 | Mezőkövesd, Szent László tér              | 65.3 km | 1, 2, 2B, 3 1050, 1375, 1376, 1377, 1380, 1381 3416, 3746, 3749, 4001, 4006, 4007, 4008, 4013, 4017, 4018, 4019, 4021, 4022, 4023, 4026, 4030                                                   |
| 36 | Mezőkövesd, Mátyás király út              | 65.7 km | 1, 2, 2B, 3 1050, 1375, 1376, 1377, 1380, 1381 3416, 3746, 3749, 4001, 4006, 4007, 4008, 4013, 4017, 4018, 4019, 4021, 4022, 4023, 4026, 4030                                                   |
| 37 | Mezőkövesd, SZTK rendelőintézet           | 65.9 km | 1, 2, 2B, 3 1344, 1375, 1377, 1426, 1427, 1428, 1447, 1448, 1468 3406, 3416, 3418, 3419, 3749, 4001, 4006, 4007, 4008, 4010, 4011, 4014, 4015, 4016, 4017, 4019, 4023, 4026, 4030, 4157         |
| 38 | Mezőkövesd, Széchenyi utca                | 66.6 km | 1, 2B, 3 1344, 1375, 1377, 1426, 1427, 1428, 1447, 1448, 1468 3406, 3416, 3418, 3419, 3749, 4001, 4006, 4007, 4008, 4010, 4011, 4014, 4015, 4016, 4017, 4019, 4023, 4026, 4030, 4157            |
| 39 | Mezőkövesd, autóbusz-állomás végállomás   | 67.3 km | 1, 2B, 3 1344, 1375, 1377, 1426, 1427, 1428, 1447, 1448, 1468 3406, 3416, 3418, 3419, 3749, 4001, 4006, 4007, 4008, 4010, 4014, 4015, 4016, 4017, 4019, 4023, 4026, 4030, 4157 Mezőkövesd [80.] |